# Centro Médico de la Universidad de Texas

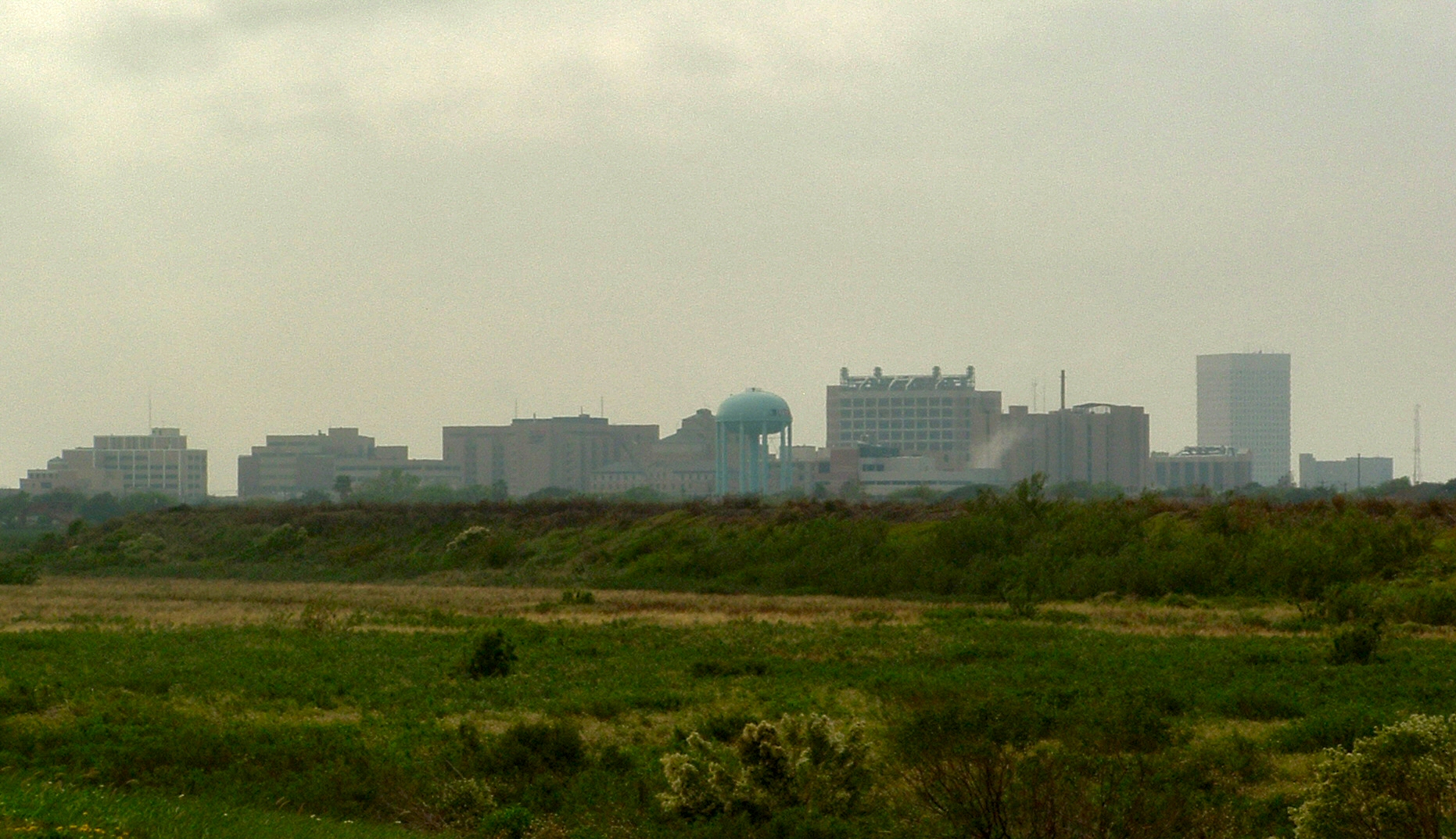
El campus de UTMB.

El Centro Médico de la Universidad de Texas en Galveston (The University of Texas Medical Branch at Galveston en inglés), a menudo llamado "UTMB", es un centro docente del Sistema Universitario de Texas dedicado a la medicina. Está ubicado en la ciudad de Galveston, Texas (Estados Unidos). El campus está situado a extremo oriental de la isla de Galveston. Fue fundada en 1891.